# 배니일기장대
《배니일기장대》(陪你一起长大)는 2021년 방송되었던 중국의 드라마이다.

## 소개
- 네 가족의 도전과 성장을 거듭하는 이야기를 그린 드라마

## 등장 인물
- 류타오 - 쑤싱 역
- 리광제 - 시빈 역
- 잉얼 - 린윈윈 역
- 이종한 (Calvin) - 구지아웨이 역
- 곽현헌 (Jason Guo) - 시왕 역
- 후커 - 허지앵화 역
- 가경휘 (Marc Jia) - 지앙보 역
- 임흔의 - 지닝 역
- 타오신란 - 선샤오옌 역
- 장서함 (張瑞涵) - 리치앙 역